# Снятинщина (видання)
Стефаниківський край Черемошу і Пруту… Снятинщина. Історико-етнографічний нарис — науково-популярне видання, яке за допомогою описових та ілюстративних засобів якнайповніше показує різноманітні сторони минулого й сучасного життя Снятинського району на Івано-Франківщині

## Загальні відомості

### Бібліографічні дані
| Стефаниківський край Черемошу і Пруту… Снятинщина. Історико-етнографічний нарис / Кер. авт. кол., гол. ред. А. Королько. — Снятин – Івано-Франківськ – Львів: Манускрипт-Львів, 2014. — 732 с.; іл. ISBN 978-966-2067-22-4 |
Книжка збільшеного розміру, вона видрукувана у форматі 70×100/8, в ній поміщено біля чотирьох тисяч чорно-білих та кольорових ілюстрацій.

### Анотація
Це є синтезована праця, що поєднує багатоманітність методологічних підходів. Її зміст, суть та дух спрямовані на всестороннє висвітлення різних аспектів громадського життя Снятинщини. При цьому дослідницька увага зосереджена не тільки на історичних процесах у краї. Вперше значна частина матеріалів присвячена вивченню розвитку освіти, друкованому слову, культурно-мистецькій та етнографічній палітрі, спортивному життю, туристиці регіону. Видання дозволяє по-новому переосмислити стан наукового дослідження історії рідного краю, музеєзнавства, пам‘яткознавства, релігійних відносин, етнографії, фольклору, літературознавства, освіти, мистецтва, медицини, спорту, туризму Снятинщини, узагальнити досвід, показати роль краю Черемошу і Пруту у формуванні етноісторичної та культурно-мистецької палітри Прикарпаття.
Видання адресоване українській молоді, студентству, науковцям, учителям, жителям краю, усім, кому українська минувшина додає наснаги до суспільної праці у вивченні історичних витоків малої батьківщини. Зміст книги підпорядкований єдиній меті: на основі добірки історико-краєзнавчих та етнографічних матеріалів, надбань сучасної української історіографії науково відтворити найяскравіші сторінки історії, культури, побуту, звичаїв жителів Снятинщини.

## Брали участь у творенні книжки
- Автор ідеї — Василь Гладій
- Керівник авторського колективу, головний редактор Андрій Королько
- Координатор проекту Ярослав Романюк
- Керівник дизайнерського відділу Петро Мелень
- Літературний редактор Галина Пославська

### Рецензенти
- Микола Литвин, доктор історичних наук, професор (Інститут українознавства НАН України, м. Львів)
- Василь Марчук, доктор історичних наук, професор (Прикарпатський національний університет імені Василя Стефаника)
- Георгій Кожолянко, доктор історичних наук, професор (Чернівецький національний університет імені Юрія Федьковича)
- Віталій Нагірний, доктор історії (Ягеллонський університет, Республіка Польща)

### Зміст книжки
Сконцентрований дух нації
Переднє слово
Розділ 1. Природа
Розділ 2. Карби історії
- Археологія та давня історія краю
- Під польською короною (1349—1772)
- У період Австро-Угорщини (1772—1914)
- Перша світова війна (1914—1918)
- В обіймах злуки (1918—1919)
- Під польською займанщиною (1919—1939)
- Друга світова війна (1939—1944)
- У складі радянської держави (1944—1991)
- У незалежній Україні
- Краєзнавство
- Пам‘ятники і музеї

Розділ 3. Культура і духовне життя
- Становлення і розвиток освіти
- Література краю Черемошу й Пруту
- Друковане слово

Журналістика
Друкарство і видавнича справа
- Культурно-мистецька Снятинщина

Бібліотечна справа
Театральне мистецтво
Музичне мистецтво
Образотворче мистецтво
Народно-ужиткове мистецтво
Фотомистецтво
Кіно- та фотомистецтво
- Релігійно-церковне життя

Розділ 4. Етнографічна палітра
- Матеріальна культура і народні промисли
- Народні звичаї і обряди
- Покутський діалект

Розділ 5. Охорона здоров‘я, спорт, туризм
- Снятинщина медична
- Спортивні здобутки і перемоги
- Туристичними стежками

Післямова
Summary
Krotki opis
Бібліографічний покажчик
Подяки